# クリスタル・マイヤーズ
クリスタル・マイヤーズ（Krystal Meyers, 1988年7月31日 - ）は、アメリカ・カリフォルニア州出身。テネシー州在住のクリスチャンロック歌手である。
ポスト・アヴリル・ラヴィーンと言われているが、どちらかというとクールなイメージのアヴリル・ラヴィーンとはやや対照的な印象を受ける。
端麗な容姿と、エネルギッシュなポップやロックの楽曲が魅力。

## バイオグラフィ
- 最初に曲を書いたのは10歳のころ。後にEssential Recordsと契約し、17歳でデビュー。プロデュースはリズ・フェア、アヴリル・ラヴィーンなどを手がけたWizardz Of Oz。アメリカの中等学校ではパブリックスクールからホーム・スクール(自宅学習形式)にし、2005年12月に同校を卒業した。
- 2006年3月にはプロモーションのため来日。東京・渋谷のO-EASTなどでプロモーションライブを行った。ライブ後、「ちょうど桜の咲いている時期に来ることができ、本当にラッキー。日本のオーディエンスは温かく迎えてくれて嬉しかった」と語っている。
- 2006年6月1日のプロモーションライブのため、再来日した。
- アルバム曲は、クリスタル・マイヤーズ自ら作詞・作曲を手がけている。アルバム7曲目で、日本盤ファーストアルバムのタイトルでもある「絶対自分主義！(Anti-conformity)」は、その名の通り周囲に流されず、自分の意見を貫き通すという本人の意思である。

## ディスコグラフィ

### アルバム
クリスタル・マイヤーズ〜絶対自分主義！
- 絶対自分主義！

1. ザ・ウェイ・トゥ・ビギン
2. 絶対自分主義！〜アンチ・コンフォーミティ
3. マイ・セイヴァー
4. ファイア
5. フォール・トゥ・ピーシーズ
6. リフレクションズ・オブ・ユー
7. ラヴリー・トレーシズ
8. レスキュー
9. シング・フォー・ミー
10. キャント・ステイ
11. 絶対自分主義！〜アンチ・コンフォーミティ(カラオケ・ヴァージョン)
12. アルバム・リリース・トレイラー
13. 絶対自分主義！〜アンチ・コンフォーミティ（ビデオ）
14. フォト・ギャラリー

ダイイング・フォー・ア・ハート
- ダイイング・フォー・ア・ハート（2006年12月20日発売）

1. コライド/自分革命
2. リヴ
3. ビューティー・オブ・グレイス
4. ザ・シチュエーション
5. ラヴ・イズ・オン・ザ・ラン
6. オンリー・ユー・メイク・ミー・ハッピー
7. トゥゲザー
8. シェイク・イット・オフ
9. スタンド・アンド・スクリーム
10. ハレルヤ〜聖なる夜の願い

メイク・サム・ノイズ
- メイク・サム・ノイズ（2008年7月9日発売）

1. メイク・サム・ノイズ
2. ラヴ・イット・アウェイ
3. シャイン
4. S.O.S.
5. フィールズ・ソー・ライト
6. マイ・フリーダム
7. ビューティフル・トゥナイト
8. アップ・トゥ・ユー
9. ユール・ネヴァー・ノウ
10. イン・ユア・ハンズ

- 初回限定版DVD付エディション

1. 絶対自分主義!~アンチ・コンフォーミティ(ビデオ)
2. ファイア(ビデオ)
3. ビューティ・オブ・グレイス(ビデオ)
4. ハレルヤ(ビデオ)
5. メイク・サム・ノイズ(ビデオ)
6. スペシャル・オフショット・ビデオ
7. フォトギャラリー